# Pablo Minelli González
Pablo Minelli González (Montevideo, 15 de julio de 1883 - 1970) fue un poeta y diplomático uruguayo perteneciente a la llamada generación de poetas modernistas menores.

## Biografía
Cumplió funciones de diplomático en varios países entre ellos Chile, España, Francia, Alemania y Bélgica.
Pablo Minelli acompasó su carrera de diplomático con la publicación de sus obras.
A veces utilizaba el seudónimo Paul Minelli para firmar sus obras algunas de sus obras.
Tuvo una fuerte influencia de los poetas franceses Charles Baudelaire y Verlaine

## Obras
- Mujeres flacas (1903)
- El alma del Rapsoda (1905)
- Canto otoñal (1909)
- Las Puertas (1917)
- Siete campanas (1935)
- Paisajes y marinas de Iberia (1949)